# Leopold von Sacher-Masoch

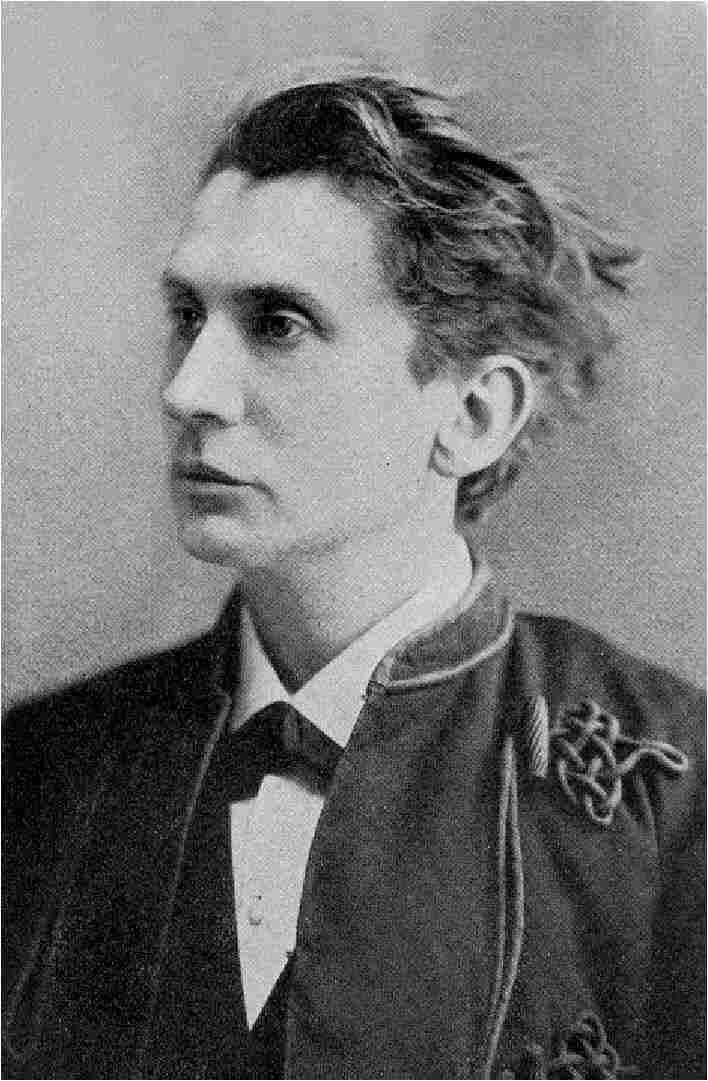
Leopold von Sacher-Masoch

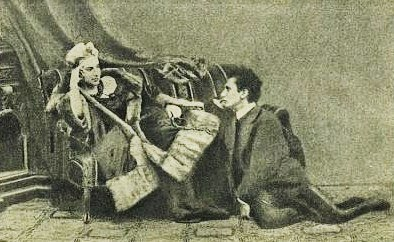
Fanny Pistor (im Pelz und mit Peitsche) und Sacher-Masoch

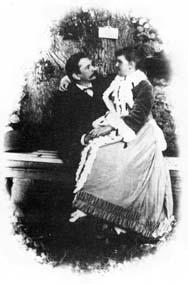
Leopold von Sacher-Masoch und Hulda Meister

Leopold Ritter von Sacher-Masoch (* 27. Januar 1836 in Lemberg, Kaisertum Österreich, heute Ukraine; † 9. März 1895 in Lindheim, Großherzogtum Hessen) war ein österreichischer Schriftsteller. Er schrieb auch unter den Pseudonymen Charlotte Arand und Zoë von Rodenbach.

## Herkunft und Familie
Sacher-Masochs Familie lebte in Lemberg und hatte Vorfahren aus Slowenien, Spanien und Böhmen. Sein Großvater Johann Nepomuk Stephan (Ritter von) Sacher war 1818 geadelt worden, sein Vater Leopold Johann Nepomuk Ritter von Sacher war Polizeidirektor von Lemberg. Seine Mutter, Caroline Edle von Masoch, war die Letzte ihres alten slawischen Geschlechts. Sein Vater vereinigte daher – mit Bewilligung des Kaisers von Österreich – ihren Namen mit dem seinen, und die Familie hieß fortan Sacher-Masoch.
Er war der Großonkel von Alexander Sacher-Masoch, der ebenfalls Schriftsteller war.

## Leben und Werk
Leopold von Sacher-Masoch (bis 1838: Sacher Ritter von Kronenthal) besuchte ab 1844 das deutsche Gymnasium in Lemberg, ab 1848 jenes in Prag. Nach der Matura studierte er in Graz ab 1854 Rechtswissenschaften, Mathematik und Geschichte, wo er 1856 promoviert wurde und mit den Schriftstellern Emerich von Stadion und Emile Mario Vacano in Kontakt kam. Im österreichischen Staatsarchiv in Wien tätig, habilitierte er sich für das Fach Neuere Geschichte mit der 1857 verlegten Arbeit Der Aufstand in Gent unter Kaiser Carl V. Während seiner Zeit als Dozent für Geschichte an der Universität Graz veröffentlichte er unter anderem die populärwissenschaftliche Studie Ungarns Untergang und Maria von Oesterreich.
Als Mitglied des Grazer Corps Tartarus hatte er den (bezeichnenden) Kneipnamen „Narciss“. Der Tartarus war der kurzlebige Vorreiter des Waffenstudententums in Österreich (1861–1864). Am 28. Oktober 1863 stiftete er mit sechs weiteren Personen das Akademische Corps Teutonia zu Graz. Er zog sich bald aus dem Universitätsbetrieb zurück und gab 1870 seine Dozentur auf, um sich ganz dem Abfassen von Romanen und Novellen zu widmen.
Er war zu seiner Zeit ein vielgelesener, populärer Schriftsteller. Seine zahlreichen Romane und seine ebenso zahlreichen, meist folkloristischen Novellen waren – in betonter Nachfolge von Iwan Sergejewitsch Turgenew – teils als exotische, immer spannende, ja sogar als moralische Lektüre beliebt. Als einer der ersten zeichnete er ein realistisches Bild der Juden in Galizien; zeitlebens kämpfte er politisch gegen den Antisemitismus in Mitteleuropa. Victor Hugo, Émile Zola, Henrik Ibsen gehörten zu seinen Bewunderern; König Ludwig II. von Bayern empfand zu dem Autor gar eine Seelenverwandtschaft.
Sacher-Masochs Weltbild vereinigte in eigenartiger Weise Elemente des Minnedienstes, der Schopenhauerschen Metaphysik und vorausgreifend solche Strindbergscher Geschlechterpsychologie.
Bekannt wurde Masoch durch seine Fantasie und die Kunst, triebhaftes Schmerz- und Unterwerfungsverlangen ästhetisch zu formulieren. Sein literarischer Ruhm begann im deutschsprachigen Raum mit der Novelle Don Juan von Kolomea, die 1866 in Westermanns Monatsheften erschien. Hier entwirft Sacher-Masoch eine neue Version des Don-Juan-Motivs: der Protagonist ist hier kein von romantischer Sehnsucht oder unstillbarer Beutegier Getriebener, sondern ist ein Don Juan aus Ressentiment, der die Liebe zur Frau als sehr schmerzhaft empfindet und durch Immoralität seine Selbstachtung wiederzugewinnen hofft. Die Beziehung des Mannes zur Frau wird dabei pauschal als zuletzt unglücklich bezeichnet. Eine für beide Parteien zufriedenstellende Seinsweise erscheint unmöglich und das christliche Sakrament der Ehe dadurch fragwürdig.
Ein weiteres, häufig zitiertes Werk ist die Venus im Pelz, 1870 innerhalb des Zyklus Das Vermächtnis Kains erschienen, in dem Sacher-Masoch u. a. exemplarische Formen der Liebe darstellte. Vorbild für die zentrale weibliche Figur der Novelle war die Schriftstellerin Fanny Pistor, eine aufstrebende Literatin.
1873 heiratete er Angelika Aurora Rümelin, die unter dem Pseudonym Wanda von Dunajew erzählerische Prosa sowie als Wanda von Sacher-Masoch autobiografische Schriften veröffentlichte. 1881 gründete Sacher-Masoch in Leipzig die kosmopolitische internationale Revue „Auf der Höhe“. 1883 wurde er für die Schulden des Mitherausgebers (und Liebhabers seiner Ehefrau) haftbar gemacht – und war wirtschaftlich ruiniert. Nach Trennung von seiner Frau sowie Einstellung des Periodikums zog er 1886 auf ein in Lindheim, Hessen-Darmstadt, gelegenes Gut, das seine Mitarbeiterin und spätere Ehefrau, die Übersetzerin Hulda Meister, erworben hatte. Marfa von Sacher-Masoch (1887–1963), die jüngste Tochter von Hulda Meister und Leopold von Sacher-Masoch, ebenfalls Schriftstellerin, veröffentlichte zahlreiche Werke. Ihr Roman Würde zu geben den Verschmähten... erschien 1925 und beschreibt die Lebensrealitäten von Menschen der 20er-Jahre, die jenseits der herrschenden heteronormativen Normen lebten.

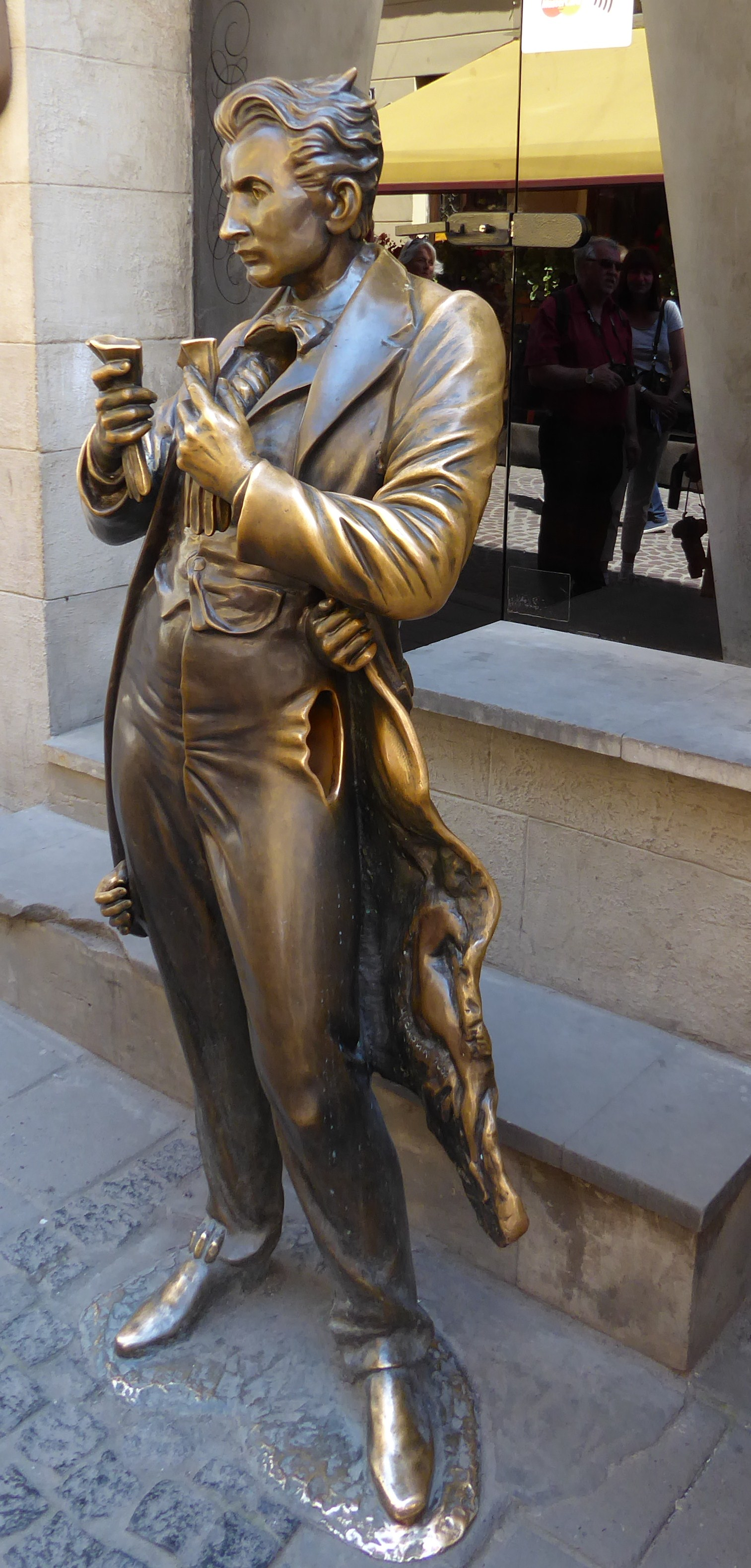
Leopold von Sacher-Masoch, Bronzestatue in Lemberg

1886, auf dem Gipfel seines Ruhmes, wurde Sacher-Masoch in Paris mit einem Orden geehrt und von Le Figaro und der Revue des Deux Mondes gefeiert.
1893 gründete er in Lindheim den Oberhessischen Bildungsverein, der durch Bibliotheksgründungen, Vorträge, Theater- und Musikaufführungen dem Antisemitismus entgegenwirken sollte.
Sacher-Masoch lebte u. a. in Prag, Graz, Salzburg, Bruck an der Mur und Wien.
Sacher-Masoch wurde eingeäschert; die Urne mit seiner Asche ging 1928 im Brandschutt des Schlosses von Lindheim verloren.

## Rezeption und Nachwirkung
Der später eingeführte psychiatrische Begriff „Masochismus“, womit eine sexuelle Präferenz, zeitweise als Störung klassifiziert, bezeichnet wurde, ist eine Anspielung auf seinen Namen Masoch und die von ihm dargestellte Erotik.
Die einsetzende Renaissance etwa veranschaulicht die Würdigung Sacher-Masochs im Rahmen des Kulturevents Graz-Kulturhauptstadt 2003, im Bereich der Literaturgeschichte durch Martin A. Hainz, der mit Sacher-Masoch eine Theorie der Erotik skizzierte: „Liebe ist Spiel, ist Non-Idealität; Liebe als Nicht-Spiel wäre tot. Das Leben der Liebe besteht darin, dass aus den partialen Trieben, Energien und Strategien nicht auf das geschlossen werden kann, wozu sie sich gefügt haben werden“ (Hainz: Cave Carnem). Anlässlich der Kulturveranstaltung wurde die Sacher-Masoch-Torte kreiert, die eine Variation der Sachertorte darstellt. Sie enthält Ribiselmarmelade und Marzipan.

## Werke (Auswahl)
- 1857: Der Aufstand in Gent unter Kaiser Carl V. (Volltext online)
- 1858: Graf Donski. Eine galizische Geschichte. 1846 (Volltext online, 2. Auflage, 1864)
- 1862: Ungarns Untergang und Maria von Oesterreich (Volltext online)
- 1863: Der Emissär. Eine galizische Geschichte
- 1863: Polnische Revolutionen. Erinnerungen aus Galizien
- 1864: Die Verse Friedrich des Großen (Volltext online)
- 1866: Don Juan von Kolomea
- 1867: Aus dem Tagebuche eines Weltmannes. Causerien aus der Gesellschaft und der Bühnenwelt (Volltext online)
- 1867: Anna Versing-Hauptmann. Ein Charakterkopf aus der Bühnenwelt (Volltext online)
- 1867: Der letzte König der Magyaren
- 1870–1877: Das Vermächtnis Kains
- 1870: Venus im Pelz. Digitalisat vom Internet Archive
- 1870: Die Liebe des Plato
- 1870: Die geschiedene Frau
- 1872: Unsere Sclaven. Ein sociales Schauspiel in 5 Acten (Volltext online)
- 1873–1879: Falscher Hermelin. Kleine Geschichten aus der Bühnenwelt
- 1873: Soziale Schattenbilder. Aus den Memoiren eines österreichischen Polizeibeamten (Volltext online)
- 1874: Das Marchande de modes-Mädchen und andere Geschichten von den Messalinen Wiens
- 1874: Die Ideale unserer Zeit. Roman in vier Büchern. Roman des „Neuen Fremden-Blatt“ (Volltext online)
- 1874: Im Venusberg und andere Geschichten von den Messalinen Wiens
- 1874: Mondnacht. Novelle. In: Michael Farin (Hrsg.): Don Juan von Kolomea. Galizische Geschichten. 1985
- 1875: Die Toten sind unersättlich, Lemberg, Galizien; NA: Illustriert von Heike Küster, Achilla-Presse, Butjadingen 2008, ISBN 978-3-940350-06-0.
- 1875: Der Capitulant. Novelle. In: Michael Farin (Hrsg.): Don Juan von Kolomea. Galizische Geschichten. 1985
- 1875: Don Juan von Kolomea. Novelle. In: Michael Farin (Hrsg.): Don Juan von Kolomea. Galizische Geschichten. 1985
- 1877: Liebesgeschichten aus verschiedenen Jahrhunderten. Novellen (Volltext online)
- 1877: Ueber den Werth der Kritik (Volltext online)
- 1877: Das Vermächtniß Kains. Novellen
- 1877: Wiener Hofgeschichten. Historische Novellen (Volltext online)
- 1877: Ein weiblicher Sultan. Historischer Roman
- 1877–1881: Galizische Geschichten (Digitalisat der 3. Auflage, PDF)
- 1878: Der neue Hiob. Roman (Volltext online)
- 1878: Harmlose Geschichten aus der Bühnenwelt (Volltext online)
- 1878: Judengeschichten (Volltext online). – Darin:

Moses Goldfarb und sein Haus (Volltext online)
- 1878: Die Republik der Weiberfeinde. Roman (Volltext online)
- 1879: Eine Autobiographie. In: Deutsche Monatsblätter. (Volltext online)
- 1880: Die Ästhetik des Hässlichen. Erzählung (Volltext online)
- 1880: Basyl der Schatzgräber und andere seltsame Geschichten (Volltext online)
- 1881: Galizische Geschichten. Novellen (Volltext online)
- 1881: Neue Judengeschichten
- 1882: Hasara Raba. Novelle (Volltext online)
- 1882: Der Ilau (Volltext online)
- 1882: Der Judenraphael (Volltext online)
- 1882: Das Paradies am Dniester. Novelle (Volltext online)
- 1882: Das Testament. Novelle
- 1882: Volksgericht. Novelle (Volltext online)
- 1883 —: Auguste Lavallé (Übers.) Juifs et russes
- 1886: Die Seelenfängerin
- 1886: Ewige Jugend
- 1886: Gute Menschen und ihre Geschichten. Ein Novellenbuch (Volltext online)
- 1886: Polnische Judengeschichten
- 1890: Die Schlange im Paradies
- 1891: Katharina II. Russische Hofgeschichten (Volltext online)
- 1891: Jüdisches Leben in Wort und Bild
- 1893: Bühnenzauber
- 1893: Neue Erzählungen
- 1894: Die Satten und die Hungrigen
- 1895: Das Erntefest. Erzählung. In: Alois Brandstetter (Hrsg.): Österreichische Erzählungen des 19. Jahrhunderts. 1986
- 1898: Russische Hofgeschichten. Liebesgeschichten und Novellen (6. Auflage). (Volltext online)
- 1900: Zur Ehre Gottes! Roman (Volltext online)
- 1901: Grausame Frauen. Hinterlassene Novellen
- 1910: Don Juan von Kolomea. In: Deutscher Novellenschatz. Hrsg. von Paul Heyse und Hermann Kurz. Bd. 24. 2. Aufl. Berlin, [1910], S. 197–279. In: Weitin, Thomas (Hrsg.): Volldigitalisiertes Korpus. Der Deutsche Novellenschatz. Darmstadt/Konstanz, 2016 (Digitalisat und Volltext im Deutschen Textarchiv)
- 1985: Matrena. Erzählung. In: Herbert Greiner-Mai (Hrsg.): Die Heirat des Herrn Stäudl. Österreichische Kriminalgeschichten
- 1985: Der Wanderer. Novelle. In: Michael Farin (Hrsg.): Don Juan von Kolomea. Galizische Geschichten. 1985
- 2002: Karin Bang (Hrsg.): Der Köhler-Michel. Eine Weihnachtsgeschichte. CØNK, Roskilde, DNB 994067399 (Text deutsch und dänisch); (Volltext online (PDF)).